# بیست و دومین مراسم گلدن گلوب
۲۲مین مراسم گلدن گلوب برای ارج نهادن به بهترین فیلم و شوی تلویزیونی سال ۱۹۶۴ در تاریخ ۸ فوریه سال ۱۹۶۵ برگزار شد
اگنس مورهد دومین بار است که برنده گلدن گلوب می‌شود، او در دومین مراسم گلدن گلوب نیز برنده گوی زرین شده بود.

## برندگان و نامزدها

### فیلم سینمایی

#### جایزه گلدن گلوب بهترین فیلم – درام
بکت
- The Chalk Garden
- Dear Heart
- شب ایگوانا
- زوربای یونانی

#### جایزه گلدن گلوب بهترین فیلم – موزیکال یا کمدی
بانوی زیبای من
- Father Goose
- مری پاپینز
- مالی براونی که غرق‌شدنی نیست
- The World of Henry Orient

#### جایزه گلدن گلوب بهترین بازیگر مرد – فیلم درام
پیتر اوتول – بکت
- ریچارد برتون – بکت
- آنتونی فرنسیوسا – Rio Conchos
- فردریک مارچ – هفت روز در ماه مه
- آنتونی کوئین – زوربای یونانی

#### جایزه گلدن گلوب بهترین بازیگر زن – فیلم درام
آن بنکرافت – خیانتکار
- اوا گاردنر – شب ایگوانا
- ریتا هیورث – Circus World
- جرالدین پیج – Dear Heart
- جین سیبرگ – لیلیت

#### جایزه گلدن گلوب بهترین بازیگر مرد – فیلم موزیکال یا کمدی
رکس هریسون – بانوی زیبای من
- مارچلو ماسترویانی – ازدواج به سبک ایتالیایی
- پیتر سلرز – پلنگ صورتی
- پیتر یوستینف – توپ‌قاپی
- دیک ون دایک – مری پاپینز

#### جایزه گلدن گلوب بهترین بازیگر زن – فیلم موزیکال یا کمدی
جولی اندروز – مری پاپینز
- آدری هپبورن – بانوی زیبای من
- سوفیا لورن – ازدواج به سبک ایتالیایی
- ملینا مرکوری – توپ‌قاپی
- دبی رینولدز – مالی براونی که غرق‌شدنی نیست

#### جایزه گلدن گلوب بهترین بازیگر نقش مکمل مرد
ادموند اوبرایان – هفت روز در ماه مه
- Cyril Delevanti – شب ایگوانا
- استنلی هالووی – My Fair Lady
- گیلبرت رولان – پاییز قبیله شاین
- لی تریسی – بهترین مرد

#### جایزه گلدن گلوب بهترین بازیگر نقش مکمل زن
اگنس مورهد – هیس… هیس، شارلوت عزیز
- الیزابت اشلی – تازه‌به‌دوران‌رسیده‌ها
- گریسون هال – شب ایگوانا
- لیلا کدرووا – زوربای یونانی
- آن سوترن – بهترین مرد

#### جایزه گلدن گلوب بهترین کارگردانی
جرج کیوکر – بانوی زیبای من
- مایکل کاکویانیس – زوربای یونانی
- جان فرانکن‌هایمر – هفت روز در ماه مه
- پیتر گلنویل – بکت
- جان هیوستون – شب ایگوانا

#### جایزه گلدن گلوب بهترین موسیقی
"سقوط امپراتوری روم" – دیمیتری تیومکین
- "بکت" – لورنس روزنتال
- "مری پاپینز" – ریچارد ام. شرمن and رابرت بی. شرمن
- "هفت روز در ماه مه" – جری گلدسمیت
- "زوربای یونانی" – میکیس تئودوراکیس

#### جایزه گلدن گلوب بهترین ترانه غیراقتباسی
"Circus World" – Circus World
- "Dear Heart" – Dear Heart
- "From Russia with Love" – از روسیه با عشق
- "Sunday in New York" – Sunday in New York
- "Where Love Has Gone" – Where Love Has Gone

### مجموعه تلویزیونی

#### جایزه گلدن گلوب بهترین مجموعه تلویزیونی – درام
The Rogues
- 12 O'Clock High
- The Munsters
- The Red Skelton Show
- Wendy and Me

#### جایزه گلدن گلوب بهترین بازیگر مرد – مجموعه تلویزیونی درام
ژن بری – Burke's Law
- ریچارد کرنا – Slattery's People
- جیمز فرنسیسکس – آقای نواک
- دیوید جانسن – فراری
- رابرت وان – The Man from U.N.C.L.E.

#### جایزه گلدن گلوب بهترین بازیگر زن – مجموعه تلویزیونی موزیکال یا کمدی
مری تایلر مور – نمایش دیک ون دایک
- دوروتی مالون – پیتون پلیس
- ایوت میمی‌یو – Dr. Kildare
- الیزابت مانتگامری – افسونگر
- جولی نیومر – My Living Doll